# Berriosuso
Berriosuso (Berriogoiti en euskera y cooficialmente) es un concejo del municipio de Berrioplano situado en la Comunidad Foral de Navarra (España). La localidad está en la Cuenca de Pamplona. Su población en 2014 fue de 814 habitantes (INE)

## Geografía
La localidad está situada al pie del monte Ezcaba o San Cristóbal y bañada por la regata Juslapeña, Berriosuso limita al norte con Unzu (Juslapeña), al sur con Aizoáin y Berrioplano, al este con el valle de Ezcabarte y al oeste con Ballariáin.

## Historia
Debido a que fue un enclave histórico importante, su posesión fue disputada entre nobles y eclesiásticos. El palacio de cabo de armería situado en el pueblo ejerció gran influencia sobre la economía y la administración de la zona. En el siglo XVII era centro de reuniones. En la basílica de la Santísima Trinidad, hoy desaparecida, los jurados de Berrioplano, Añézcar, Ballariáin, Oteiza y otros pueblos de las inmediaciones celebraban reuniones. Los primeros dueños del palacio fueron Martín de Aldaz y Catalina de Berrio. En 1667 era propietario del edificio y pechas de Berriosuso don Fausto Eslava, quien adquirió en esa fecha la jurisdicción criminal del pueblo por 600 ducados que pagó al erario. Pasó a ser de esta forma lugar de señorío, que es como se mantiene hasta comienzos del siglo XIX. En 1802 el marqués de la Real Defensa designaba al alcalde ordinario y ejercía derecho de patronato sobre la parroquia. Desde aquel año pertenece al conde de Guenduláin y herederos. Berriosuso tenía en 1850 escuela, dotada con 640 reales al año.

## Demografía
| 1996 | 1998 | 1999 | 2000 | 2001 | 2002 | 2003 | 2004 | 2005 | 2006 | 2007 | 2008 | 2009 |
| ---- | ---- | ---- | ---- | ---- | ---- | ---- | ---- | ---- | ---- | ---- | ---- | ---- |
| 79   | 75   | 91   | 94   | 104  | 108  | 155  | 204  | 221  | 376  | 448  | 543  | 648  |

## Transportes
El Transporte Urbano Comarcal de Pamplona tiene 2 líneas diurnas y una nocturna, que comunican a Berriosuso con el resto de la Cuenca de Pamplona. Los servicios son los siguientes;
| Eskualdeko Hiri Garraioa/Transporte Urbano Comarcal |       |                                    |
| Inicio                                              | Línea | Fin                                |
| Berriogoiti/Berriosuso - Berriozar                  | 16    | Noáin - Beriáin                    |
| Pablo Sarasate                                      | N4    | Berriogoiti/Berriosuso - Berriozar |
| Taxi Iruñerria                                      |       |                                    |
| Zona                                                | B     | B                                  |
| Estaciones                                          |       |                                    |

## Fiestas
- Fiestas Patronales: Se celebran el último fin de semana de agosto.[5]